# Aeroportul Regional Jamestown
Aeroportul Regional Jamestown (IATA: JMS, ICAO: KJMS, FAA LID: JMS) este un aeroport din Dakota de Nord, Statele Unite ale Americii ce deservește zona Jamestown⁠(d). Aeroportul a fost tranzitat în 2019 de 22.352 de pasageri. A fost numit după zona deservită.
Situat la o altitudine de 457 m, aeroportul dispune de 2 piste.

## Infrastructură

### Piste
Aeroportul dispune de 2 piste. Pista 04/22 are suprafața de asfalt și dimensiunile 5.750 picioare × 75 picioare. Pista 13/31 are suprafața de asfalt și dimensiunile 6.502 picioare × 100 picioare. 